# Akna (geest)
Akna was in de Inuitmythologie de geest die zorgde voor vruchtbaarheid en geboorte. Bij de Inuit is Akna ook het woord voor 'moeder'.